# 英国军事占领下的利比亚
英国占领下的利比亚是指从1943年到1951年至利比亚独立前，英国对意属利比亚的昔兰尼加和的黎波里塔尼亚地区的军事占领。它是同盟国对利比亚军事占领行动的一部分。

## 历史
1942年11月，盟军占领昔兰尼加。1943年2月，最后一批德国和意大利军队被赶出利比亚后盟军占领利比亚。
的黎波里塔尼亚和昔兰尼加由英国占领，法国占领费赞。1944年，伊德里斯一世被解除流放。1947年根据意大利与盟国签订的和平条约的条款，希望保留的黎波里塔尼亚殖民地的意大利和希望分割费赞的法国妥协并放弃了对利比亚的所有领土要求。利比亚就这样避免了分裂维持了统一。
盟军解放北非后，1945年11月的黎波里塔尼亚各地爆发的反犹太主义骚乱中，有130多名犹太人被杀害。1948年6月，利比亚的反犹太主义者又杀害了12名犹太人，并摧毁280所犹太人住宅。犹太人对这些反犹太主义破坏的恐惧和以色列建国导致许多犹太人逃离了利比亚。从1948年到1951年，30,972名利比亚犹太人搬到以色列。1970年代，剩下的利比亚犹太人（约7,000人）转移到意大利。
在正式结束与意大利的战争的和平条约签署之前，处置意大利的殖民地地位问题是一个必须考虑的问题；从法律上讲，利比亚仍是由英国和法国管理的意大利殖民地，但在1945年的波茨坦会议上，同盟国三巨头--英国、苏联和美国同意战争期间夺取的意大利殖民地不应归还给意大利。
对归属问题的进一步审议被委托给同盟国外交部长理事会，理事会其中包括一名法国代表；尽管所有理事会成员最初都赞成将占领地进行某种形式的托管，但最终其无法制定出处理利比亚的方案。美国建议由联合国对利比亚进行托管，联合国宪章已于1945年10月生效，以便为自治做准备。
苏联提议划分给各国进行单独的托管，将的黎波里塔尼亚划归苏联，费赞划归法国，昔兰尼加划归英国，而法国主张将殖民地归还给意大利，为打破僵局，英国最终建议利比亚独立。
1949年，建立了昔兰尼加酋长国，仅剩下的黎波里塔尼亚仍由英国军事管理。一年后，即1950年，改为民事管理而非军事管理。昔兰尼加的埃米尔和塞努西教团的领导人伊德里斯一世代表利比亚参加联合国谈判，1951年12月24日，利比亚宣布独立。

## 独立
1951年，来自昔兰尼加、的黎波里塔尼亚和费赞的代表宣布成立联合王国，新国家被称为利比亚联合王国，伊德里斯一世为国王。根据宪法，新的国家有一个联邦政府，昔兰尼加、的黎波里塔尼亚和费赞三个州拥有自治权。联合王国也有三个首都：的黎波里、班加西和贝达。独立两年后，即1953年3月28日，利比亚加入了阿拉伯联盟。当利比亚宣布独立时，它是第一个通过联合国途径获得独立的国家，也是非洲第一批获得独立的前欧洲殖民地之一。